# Les Bogros
Cet article possède un paronyme, voir Bogros.
Les Bogros est une série de bande dessinée créée par Pierre Makyo.
Apparus en 1977 dans Pistil sous le nom Les Polluks, les Bogros sont de petits hommes tous similaires qui vivent dans une décharge et dont les gags permettent à Makyo de véhiculer un message écologiste, aidé au scénario par son frère Toldac. Cette première version cesse en 1979 avec la disparition de Pistil.
En 1981, Makyo reprend l'idée d'une communauté de petits hommes cette fois nommés « Bogros » dans Mercredi, périodique qui disparaît également très rapidement. C'est finalement à partir d'octobre 1983 et leur publication dans l'hebdomadaire Spirou que les Bogros, communauté de petits hommes vêtus d'orange vivant au milieu d'une forêt, accèdent à un public plus vaste. Makyo travaille périodiquement jusqu'en 1990 à cette série, qui fait l'objet de trois albums aux éditions Dupuis.
En 2009, les éditions Soleil publie un nouvel album de la série, cette fois renommée Les Bozons.

## Synopsis
Les Bogros sont un peuple de petits habitants de la forêt d'Eglagore qui ont peur de tout. Ils sont tous mâles et portent tous le même pull à col roulé marron et un long bonnet trop petit pour leurs têtes, sauf le docteur qui porte un costume de médecin du XVIIe siècle.
Ils ont à peu près la même taille sauf un, le plus petit qui deviendra le chef parce qu'il a eu une idée, condition pour devenir chef.
Les Bogros ont beaucoup de coutumes étranges, l'une d'entre elles consiste à repousser chaque année les limites de la connaissance en déplaçant le panneau frontière du monde connu de quelques centimètres.

## Historique
La série est créée en 1977 dans le journal Pistil sous le nom « les Polluks » puis elle prend le nom « Les Bogros » dans le journal Mercredi en 1981, enfin elle arrive chez Spirou en 1983. 
En 2008, un album de la série Les Bozons sort aux éditions Soleil. Il s'agit en fait d'une reprise de certains scénarios des Bogros, redessinés pour l'occasion.

## Publication

### Albums
- Les Bogros, Dupuis :

1. La Grande Peur, 1988
2. Les Petites Frousses, 1988
3. Touchez pas au champignon !,  1990, publiée pour la première fois du no 2692 au no 2701 du journal Spirou en 1989.

- Les Bozons, Soleil  :

1. Un grand chef dans un petit corps, 2008

### Revues
- Les Bogros, Spirou no 2373 (1983)
- Histoire sans titre, Spirou no 2378 (1983)
- Histoire sans titre, Spirou no 2383 (1983).
- Histoire sans titre, Spirou no 2387 (1984).
- Histoire sans titre, Spirou no 2404 (1984).
- Histoire sans titre, Spirou no 2410 (1984).
- Histoire sans titre, Spirou no 2425 (1984).
- Histoire sans titre, Spirou no 2479 (1985).
- Histoire sans titre, Spirou no 2497 (1986).
- Histoire sans titre, Spirou no 2504 (1986).
- Histoire sans titre, Spirou no 2521 (1986).
- Histoire sans titre, Spirou no 2529 (1986).
- Eglagora prend la mouche, Spirou no 3839 (2011).